# Pic à bec ivoire
Campephilus principalis
Espèce
Statut de conservation UICN

CRC2a(i,ii);D : 
En danger critique
 Révision de 2021 
Le Pic à bec ivoire (Campephilus principalis) est une espèce d'oiseau de la famille des picidés et est le deuxième pic le plus grand du monde après le pic impérial. Il a disparu vers 1944, du moins des États-Unis. Jusque dans la première moitié du XIXe siècle, il était répandu et commun dans les forêts primaires du sud-est des États-Unis et de Cuba.

« La destruction de l'espèce est causée (...) par sa beauté et parce que son riche scalp fait un bel ornement pour les parures de guerre de la plupart de nos Indiens ou pour la poche à poudre de nos pionniers et chasseurs. Tous tirent cet oiseau à cet effet.
Les voyageurs de toutes les nations recherchent également la huppe et le bec du mâle et j'ai souvent observé des étrangers prêts à payer un quart de dollar pour deux ou trois têtes de ce pic. J'ai vu des ceintures entières de chefs indiens couvertes de huppes et de becs de cette espèce et on leur affecte une grande valeur. »

— Jean-Jacques Audubon, Les Oiseaux d'Amérique, 1838

## Description
D'une longueur de 48 à 53 cm et d'une envergure supérieure à 1 m, le Pic à bec ivoire a un bec blanc ivoire, tandis que ses pattes sont grises. C'est un oiseau noir avec des bandes blanches très visibles sur les côtés du cou. Les ailes possèdent deux larges taches blanches. Les mâles ont une huppe rouge vif. Son cri d'alarme est un « kent! » ou « hant! » ressemblant au bruit d'une trompette d'enfant. Près du nid, il émet des sifflements. Le tambourinement est très puissant, et un individu serait capable de creuser un trou de 12 cm de profondeur en moins d'une minute. Il forme une super-espèce avec le pic impérial qui est lui aussi dans une situation critique, et même probablement éteint.

## Répartition et déclin
Le Pic à bec ivoire était jadis largement répandu dans le sud-est des États-Unis, depuis l’Oklahoma et le Missouri jusqu’en Caroline du Nord et vers le sud jusqu’au Texas et en Floride, son habitat originel étant les vastes forêts marécageuses.
Sa densité de peuplement était faible, maximum 0,006 couple/10 ha, un couple ayant besoin au minimum de 16 km² de milieu adéquat. La destruction et le morcellement de son biotope fut la cause d’une diminution massive de ses effectifs ; dans les années 1930 déjà, l’espèce avait été réduite à un très petit nombre d’individus, et les forêts ont continué à être détruites. La chasse intensive par les pionniers ont accéléré ce déclin.
De façon similaire, la plupart des forêts occupées à Cuba par la race bairdii ont disparu au début du XXe siècle, et ce pic fut ainsi confiné à quelques lambeaux résiduels de la forêt de pins de Cuba, dans l’est de l’île. En 1948, une population fut découverte dans les monts Cuchillas de Moa, et 6 territoires y furent localisés en 1956, année au cours de laquelle 8 couples et 1 juvénile furent trouvés dans l’est de Cuba ; des problèmes politiques empêchèrent de poursuivre des recherches sur le terrain jusqu’en 1985, mais entre-temps la majorité des forêts de la région avaient été abattues et l’espèce ne fut plus revue. De nouvelles expéditions menées en 1986 localisèrent 1 oiseau à Ojito de Agua et un couple à Cabezada del Yarey ; en 1991 il semblerait qu’il ne subsistait plus qu’un seul oiseau ; en 1992 et 1993, des recherches intensives sur le terrain dans l’est de Cuba ne parvinrent pas à détecter un seul individu. Avec un déficit de forêts matures subsistant dans les aires de répartition des deux races, il semble peu probable que ce pic survive encore. Le seul espoir réaliste semble résider dans une zone apparemment non perturbée d’une forêt de pins d’altitude dans la Sierra Maestra (sud-est de l’aire d’origine dans l’est de Cuba) ; en effet, l’espèce y fut observée en 1998, mais sans confirmation ultérieure. Plusieurs expéditions avaient été menées pour retrouver le Pic à bec ivoire mais n'ont pas abouti. La confusion avec une espèce proche, mais plus petite et assez répandue, le pic chevelu, a également été source d'erreur.

## Disparition
Aux États-Unis, la dernière observation avérée date de 1944. Depuis lors, des données occasionnelles provenant du sud-est du pays se sont toujours révélées se rapporter à une espèce lui ressemblant superficiellement mais plus petite, le Grand Pic (Dryocopus pileatus). L'Union internationale pour la conservation de la nature (UICN) a déclaré en 1996 que l'espèce était éteinte. Cependant, en 2004, des naturalistes affirment l'avoir aperçu en Arkansas mais les recherches déclenchées à la suite de cette observation n'ont pas pu le confirmer. Il a été déclaré disparu le 29 septembre 2021 par la FWS 
Une étude publiée en 2023 présente des données suggérant la présence du pic à bec ivoire dans les forêts de Louisiane.

## Le pic à bec ivoire dans la culture populaire
- Dans le sixième épisode de la saison 4 de Grey's Anatomy, l'un des patients rêve de voir le pic à bec ivoire avant de mourir et c'est ce qui le motive à accepter une opération spectaculaire[6].
- Dans le roman de Carl Hiaasen : Dans la gueule de l'alligator (Thierry Magnier, 2015).
- Dans le roman de James McBride, L'Oiseau du Bon Dieu (The Good Lord Bird) (Éditions Gallmeister, 2015), dont le titre adopte le surnom vernaculaire américain  de l'oiseau[7].
- Dans l'essai humoristique de Will Cuppy : Comment cesser d'exister (Wombat, 2020) au chapitre prémonitoire Et je sais de quoi je parle